# Setge d'Augusta
El Setge d'Augusta de 1287 fou una de les batalles de la Guerra de Sicília.

## Antecedents
Després de la vistòria al combat de Malta el 1283, Roger de Llúria va provocar als angevins atacant la costa calabresa, Nàpols a i Posilipo. Finalment, en absència de Carles I d'Anjou, el príncep de Salerno va armar un estol i anar al seu encontre, sent atacat prop de Nàpols per Carles de Salerno el coix que fou derrotat i capturat.
Del 1282 al 1285 el conflicte entre les dues corones es va treslladar a Catalunya, on la Croada contra la Corona d'Aragó fou humiliantment derrotada en la batalla del coll de Panissars i la batalla naval de les Formigues. A començaments de 1285 va morir a Foggia Carles I d'Anjou, i Carles II el coix va ser proclamat successor però com encara era presoner dels catalans van exercir la regència el seu nebot Robert d'Artois i Gerard de Parmo.
Roger de Llúria va atacar el Llenguadoc el febrer de 1286 i Bernat de Sarrià i Berenguer de Vilaragut atacaven la costa de la Pulla l'estiu del mateix any com a venjança per la invasió que els francesos van fer a Catalunya uns mesos abans, amb la intenció de minvar les possibilitats d'aprovisionament de naus i homes per al bàndol angeví en la Guerra de Sicília.

## Presa i represa d'Augusta
Honori IV va pressionar als angevins perquè reprengués l'assalt a Sicília i van aplegar 40 galeres a Bríndisi i 43 més a Sorrento. L'abril de 1287 l'estol de Brindisi, comandat per Reynald III Quarrel, Comte d'Avella va desembarcar a Augusta l'1 de maig, prenent la vila i el castell.
Tan bon punt com Jaume el Just ho va conèixer, va enviar l'estol de Roger de Llúria, però l'estol angeví ja havia marxat a Sorrento vorejant l'illa pel sud, i es va reunir amb la resta de l'estol, en una maniobra de distracció de la flota de la Corona d'Aragó.

## Conseqüències
Els dos estols es van trobar poques setmanes després a la batalla dels Comtes, en la que novament Roger de Llúria va vèncer i capturar nombroses galeres angevines.
Carles II d'Anjou va ser alliberat en virtut dels tractats d'Oloron i de Canfranc i va ser coronat a Rieti el 29 de maig de 1289 rebent del Papa el títol de Carles de Palerm i el de rei de Sicília, i es va signar una treva per dos anys.
La mort d'Alfons el Franc el 1291 donà origen, quatre anys més tard, a un nou gran conflicte entre la Corona d'Aragó i el Regne de Sicília doncs Jaume el Just fou proclamat comte rei de la Corona d'Aragó i delegà el regne de Sicília en el seu germà petit.